# Discestra meridionalis
Discestra meridionalis är en fjärilsart som först beskrevs av Emilio Berio 1980-1981 (1981.  Discestra meridionalis ingår i släktet Discestra och familjen nattflyn. Inga underarter finns listade i Catalogue of Life.